# مؤشر التوجه المستقبلي
هو أحد المصطلحات المستخدمة في العلوم الاجتماعية الحسابية، استخدمه توبياس بريس وآخرون من خلال بيانات اتجاهات جوجل (بالإنجليزية: Google Trends)‏ لإثبات أن مستخدمي الإنترنت من البلدان التي لديها ناتج محلي إجمالي أعلي للفرد (GDP) يتجهون للبحث عن معلومات حول المستقبل أكثر من المعلومات المتعلقة بالماضي. وتشير النتائج إلي أنه قد يكون هناك ارتباط بين السلوك عبر الإنترنت والمؤشرات الاقتصادية في العالم الحقيقي.
وقد قام مؤلفو هذه الدراسة بفحص تسجيلات جوجل المصنوعة من قبل مستخدمي الإنترنت في 45 دولة مختلفة عام 2010، وقاموا بحساب نسبة حجم البحث للسنة التالية لعام 2011 مقارنة بحجم البحث في السنة السابقة "2009" والذي أطلق عليه اسم «مؤشر التوجه المستقبلي». ثم قاموا بمقارنة التوجه المستقبلي مع الناتج المحلي الإجمالي للفرد الواحد في كل بلد، حيث وجدوا اتجاه قوي للبلدان التي يقوم فيها مستخدمي جوجل بالبحث عن المستقبل بالحصول علي ناتج محلي إجمالي أعلى.
وتُلمح النتائج لاحتمال وجود علاقة بين النجاح الاقتصادي للبلد وسلوك مواطنيها في البحث عن المعلومات المأسورة في البيانات الضخمة.